# 스몬촌
스몬촌(守門村)은 니가타현 기타우오누마군에 설치되었던 촌이다. 2004년 11월 1일 고이데정, 유노타니촌 , 히로카미촌, 이리히로세촌과 합병으로 우오누마시가 되었다. 

## 지리
일본국내 유수의 폭설지대로 1936년에는 적설 606cm를 관측하였다.

## 역사
- 1889년 4월 1일 - 정촌제 시행과 함께 스하라촌, 히로세촌, 가미조촌, 다카네촌이 성립하였다.
- 1956년 9월 30일 - 스하라촌과 가미조촌이 합병해 스몬촌이 되었다.
- 2004년 11월 1일 - 주변 정촌과 합병해 우오누마 시가 되어 소멸하였다.

## 교통

### 철도
- 동일본 여객철도
  - 조에쓰선
  - 다다미선

### 도로
- 국도 제252호선
- 국도 제290호선
- 니가타 현도 제57호선
- 니가타 현도 제70호선

## 같이 보기
- 우오누마시